# Альтендорф (Швіц)
Альтендорф (нім. Altendorf SZ) — громада  в Швейцарії в кантоні Швіц, округ Марх.

## Географія
Громада розташована на відстані близько 110 км на схід від Берна, 24 км на північний схід від Швіца.
Альтендорф має площу 20,4 км², з яких на 10,6% дозволяється будівництво (житлове та будівництво доріг), 51,3% використовуються в сільськогосподарських цілях, 37,5% зайнято лісами, 0,6% не є продуктивними (річки, льодовики або гори).

## Демографія
2019 року в громаді мешкало 7059 осіб (+16,9% порівняно з 2010 роком), іноземців було 21,4%. Густота населення становила 346 осіб/км².
За віковим діапазоном населення розподілялося таким чином: 18,3% — особи молодші 20 років, 65% — особи у віці 20—64 років, 16,7% — особи у віці 65 років та старші. Було 3047 помешкань (у середньому 2,3 особи в помешканні).
Із загальної кількості 4444 працюючих 220 було зайнятих в первинному секторі, 1039 — в обробній промисловості, 3185 — в галузі послуг.

## Транспорт

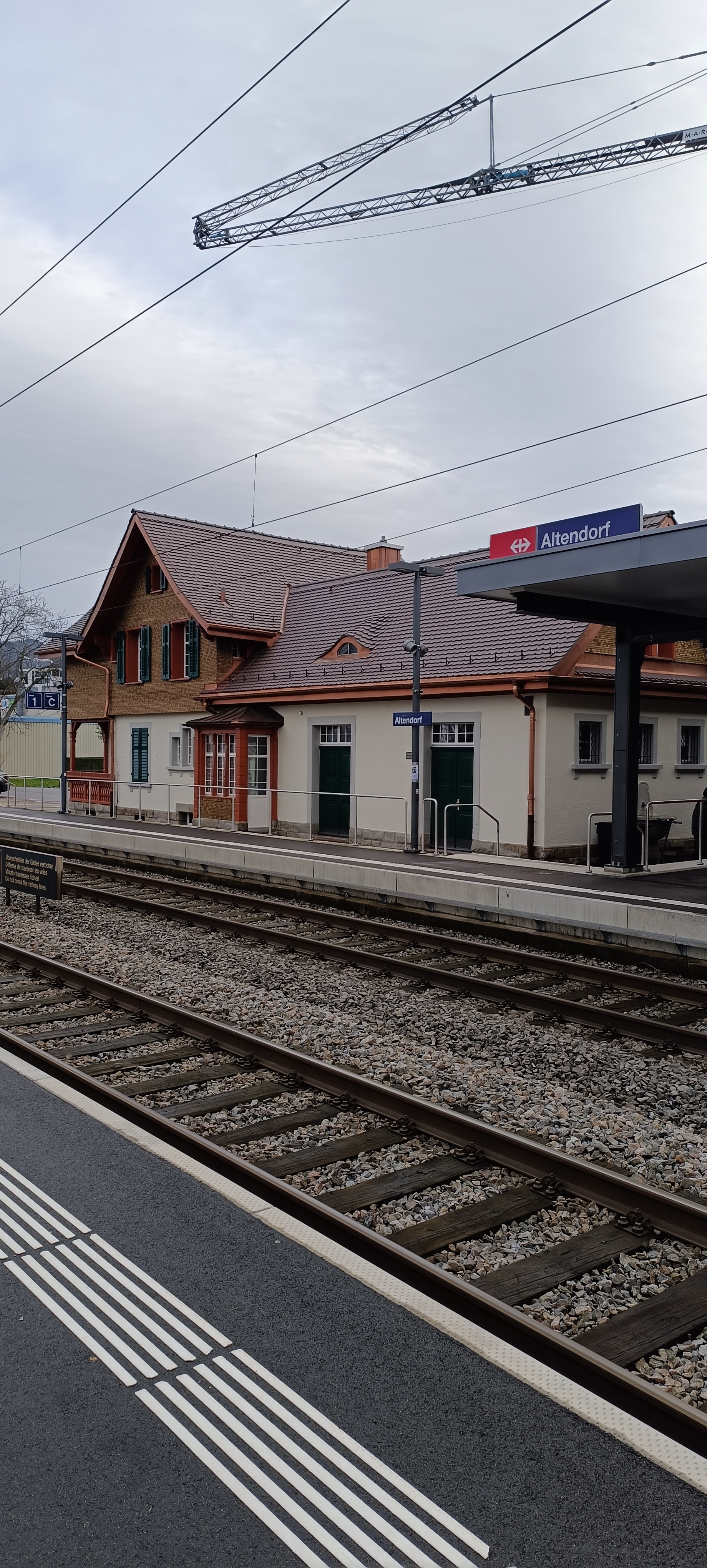
Вокзал

## Галерея

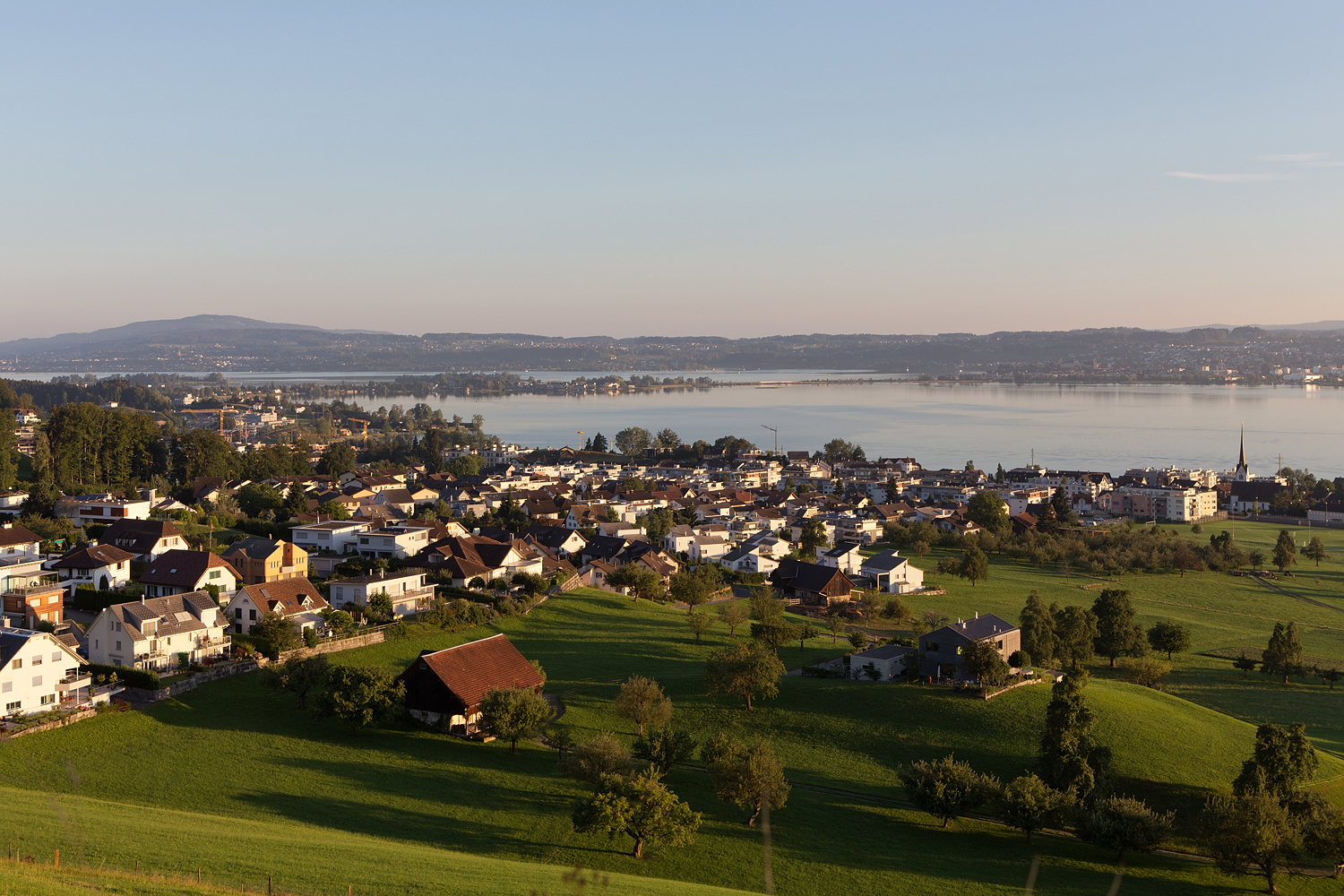
Альтендорф
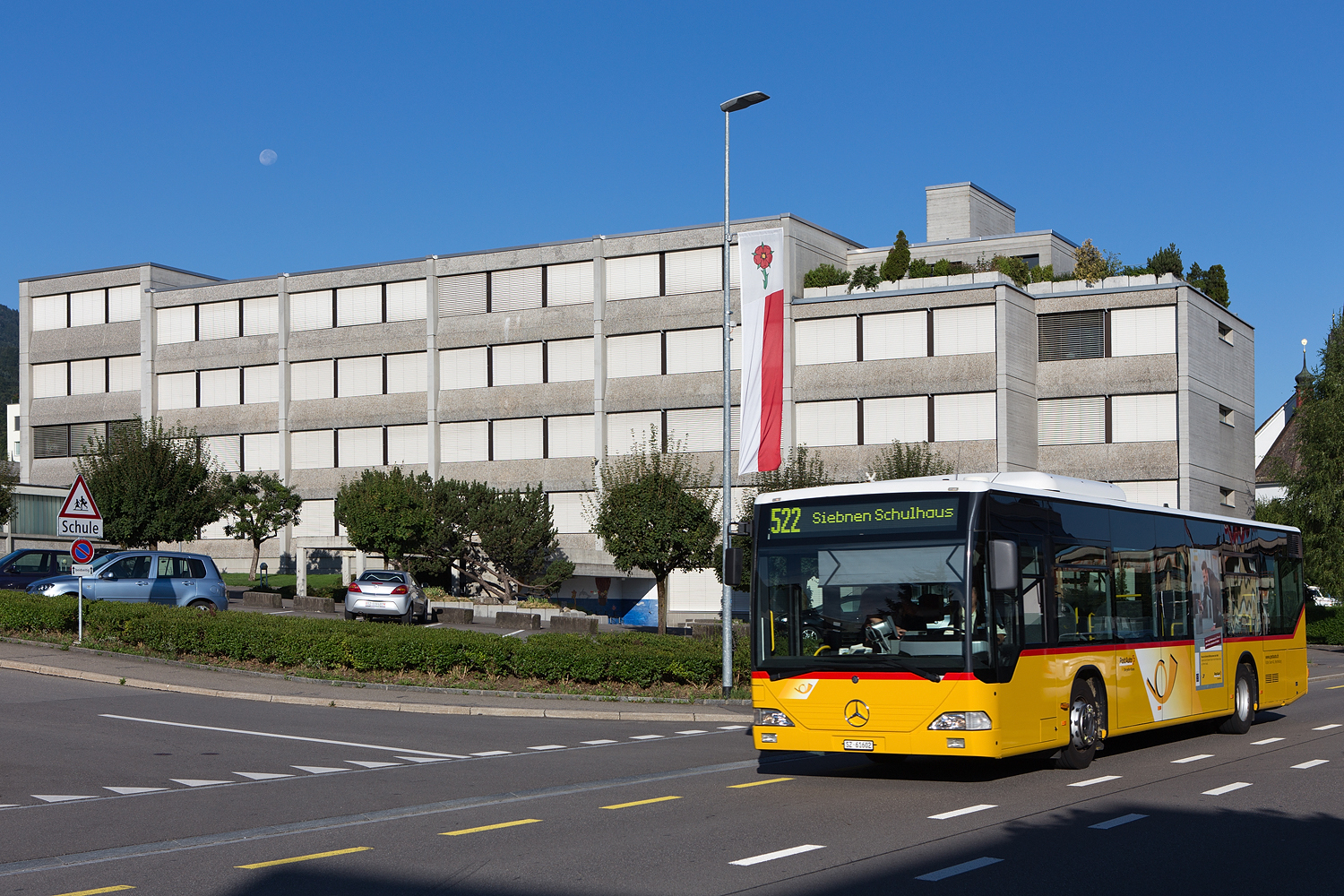
Школа
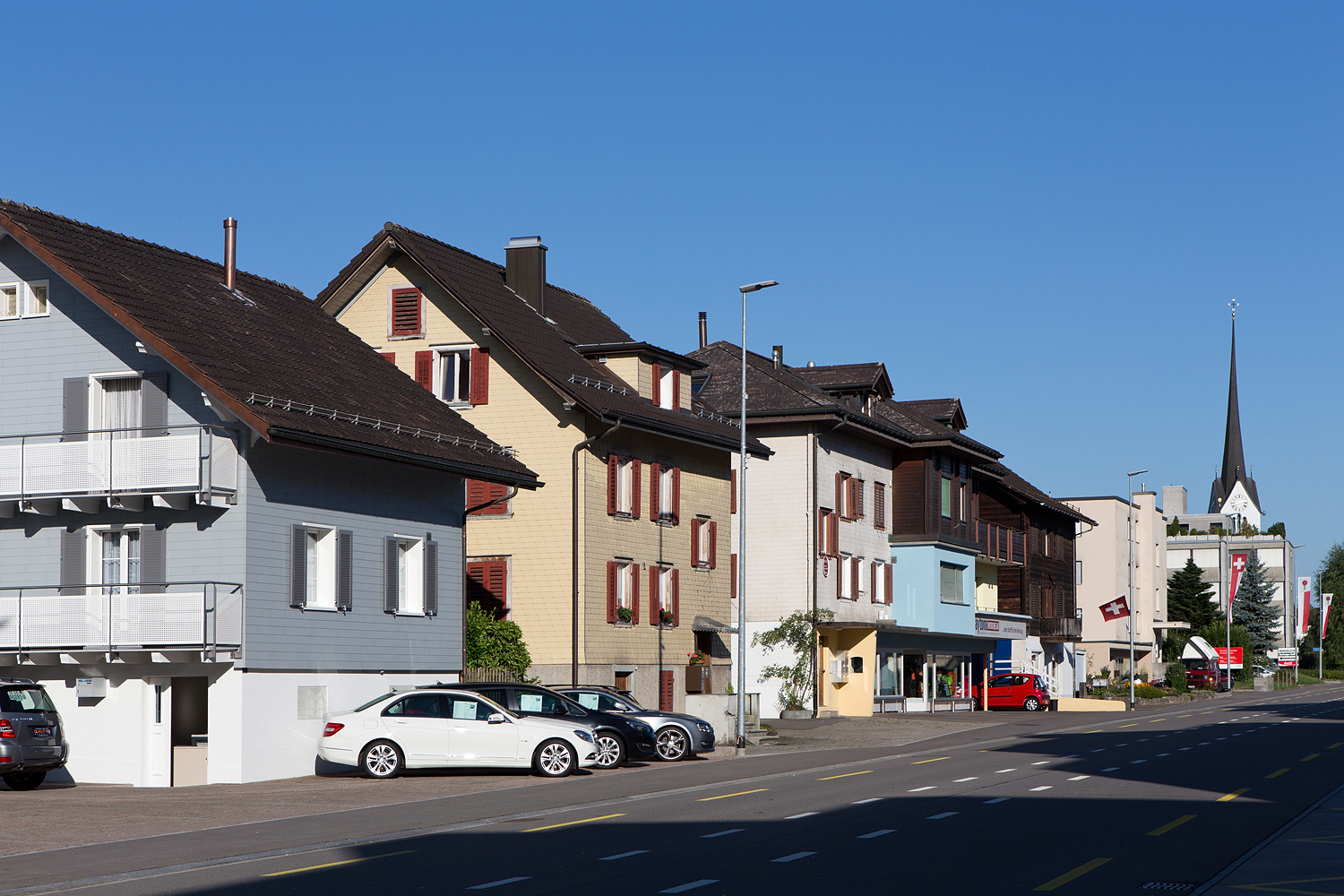
Churerstrasse
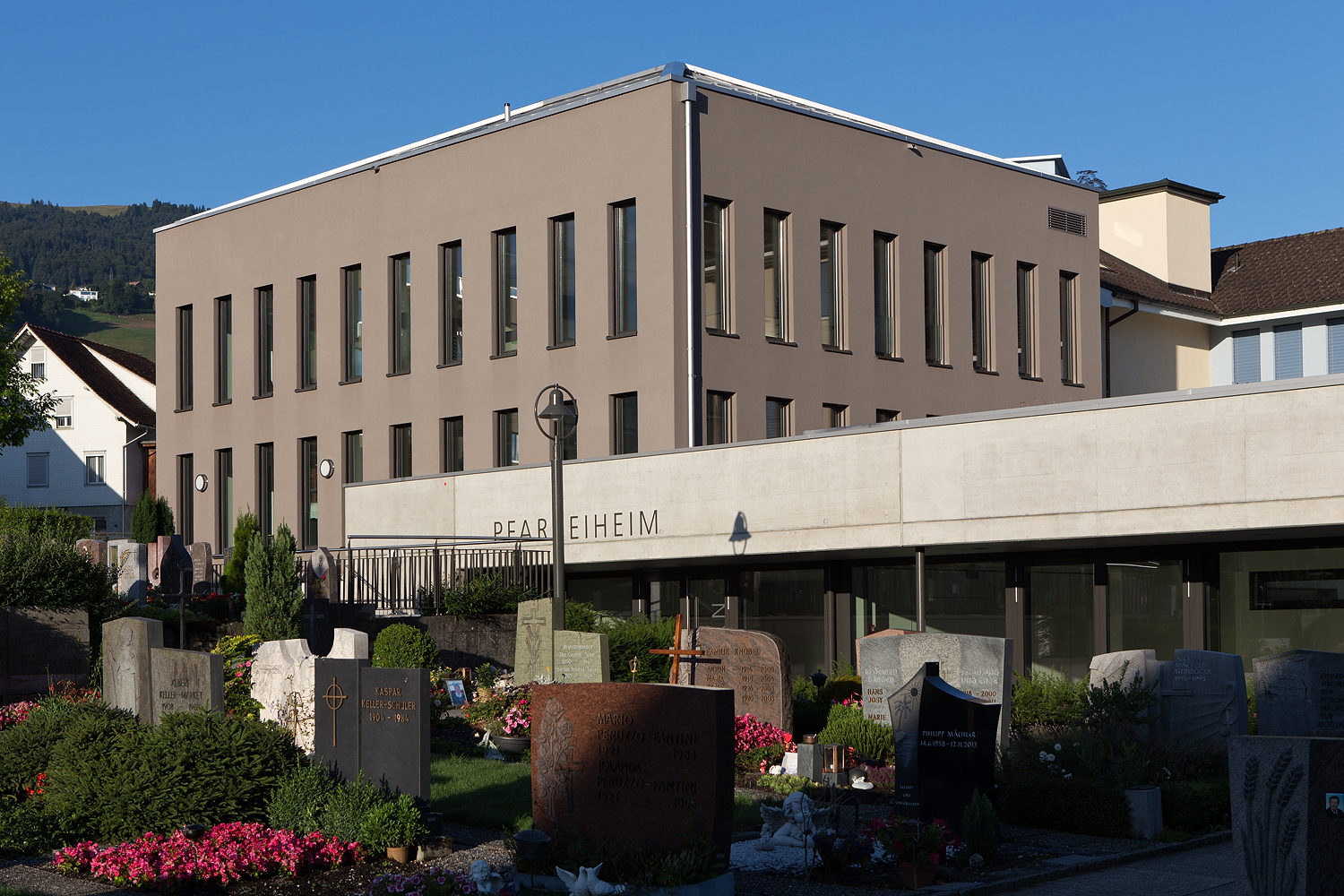
Парафіяльна зала католицької парафії
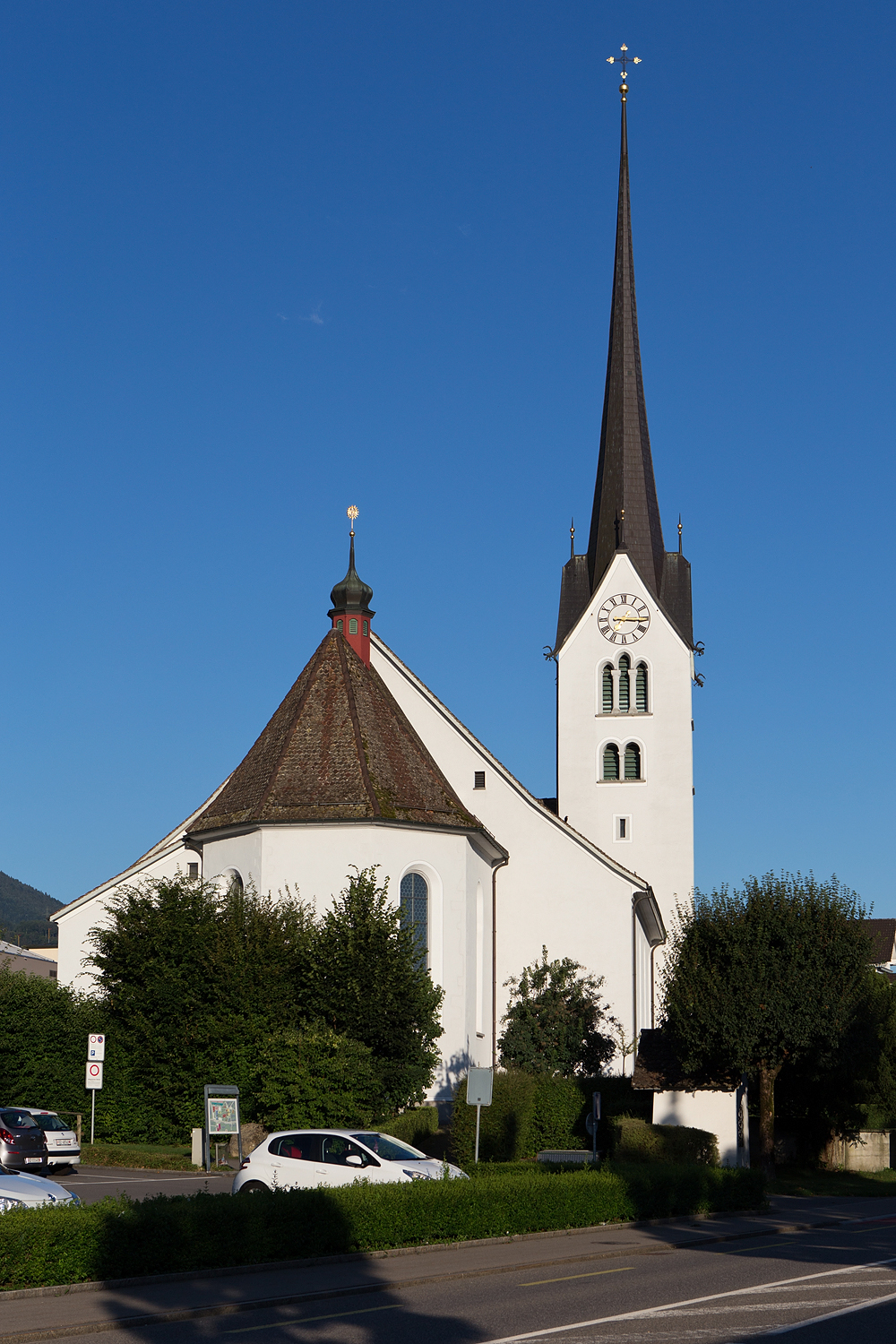
Парафіяльна церква Святого Михайла
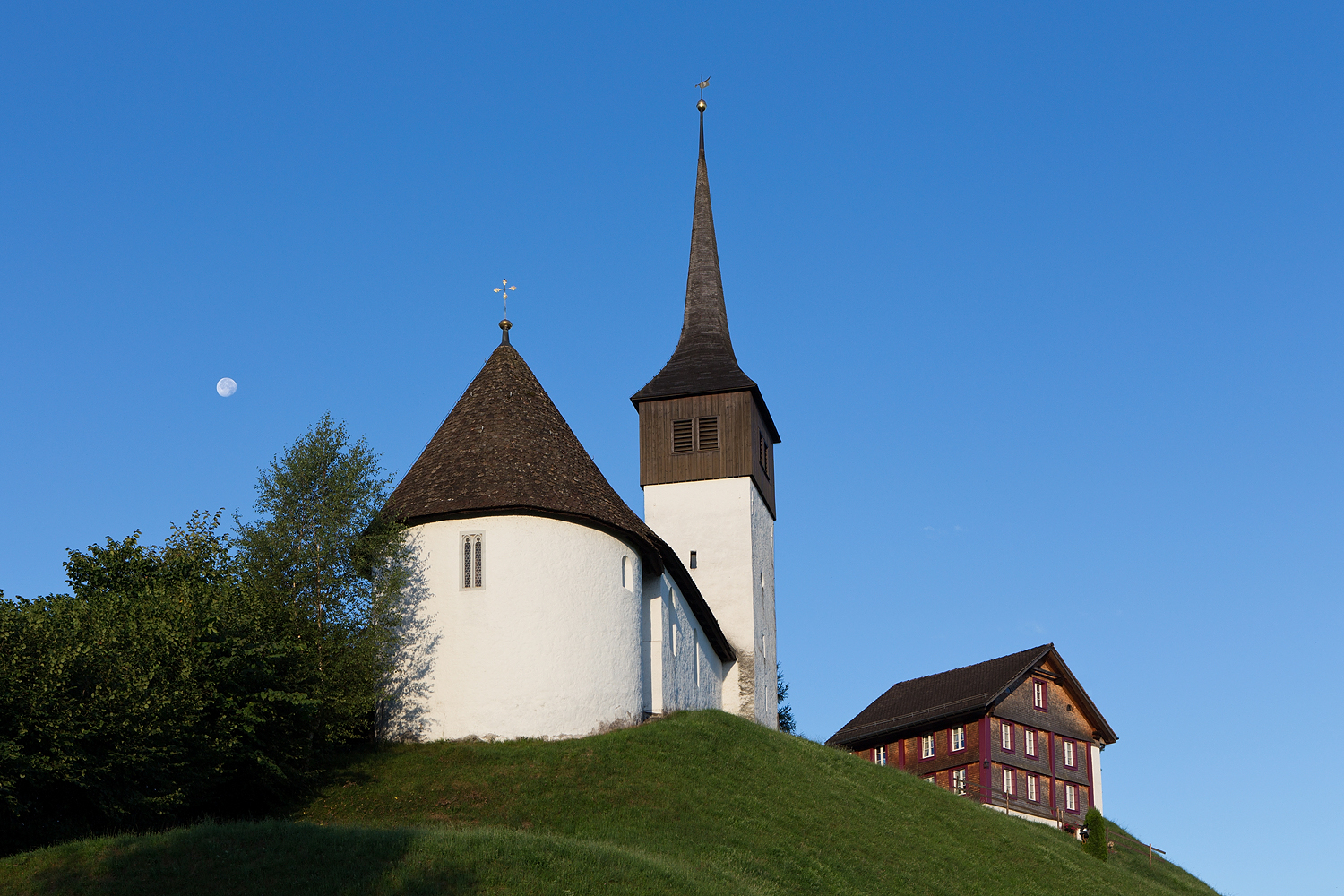
Каплиця Святого Івана та Зігрістенхаус
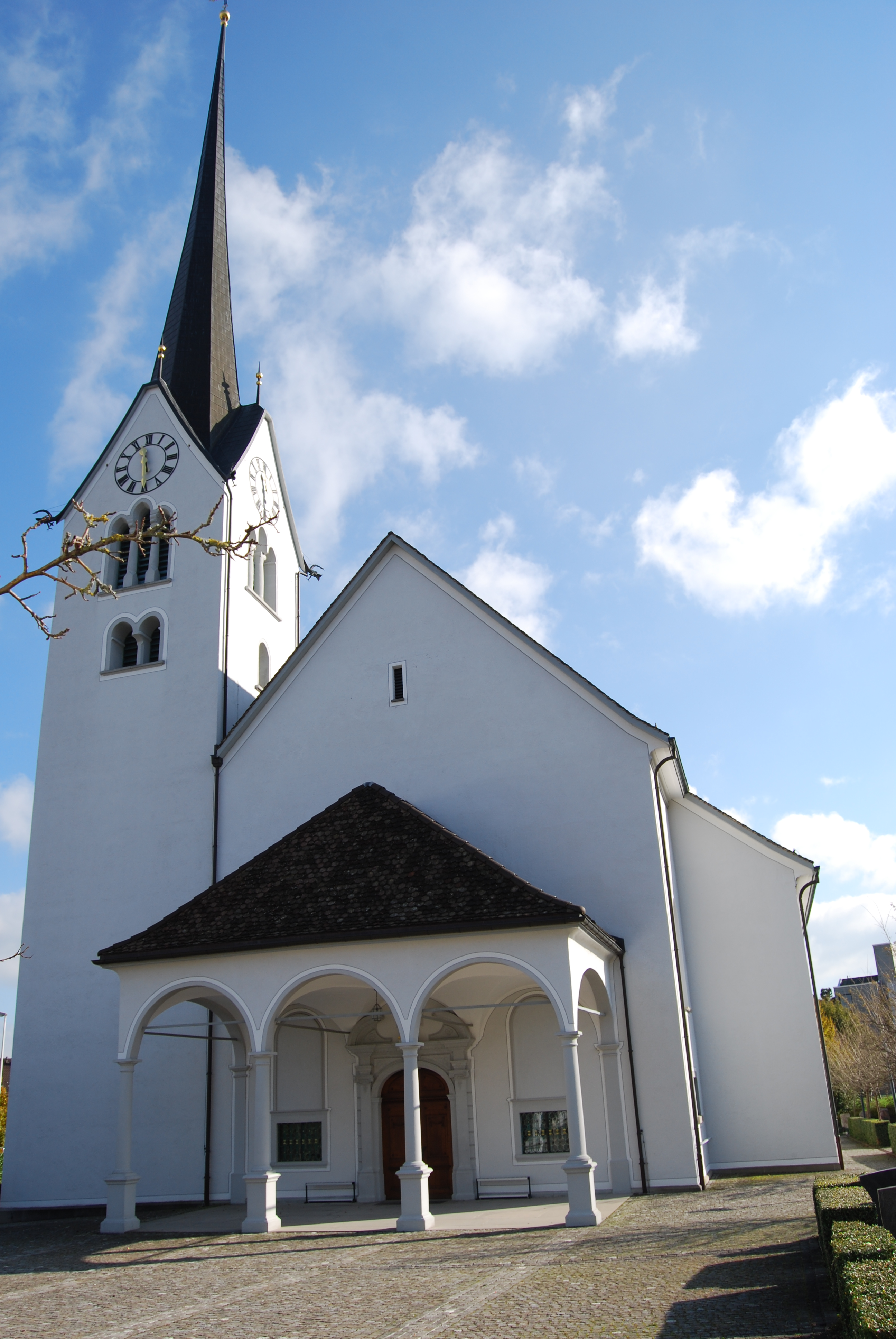
Католицька церква Святого Михайла
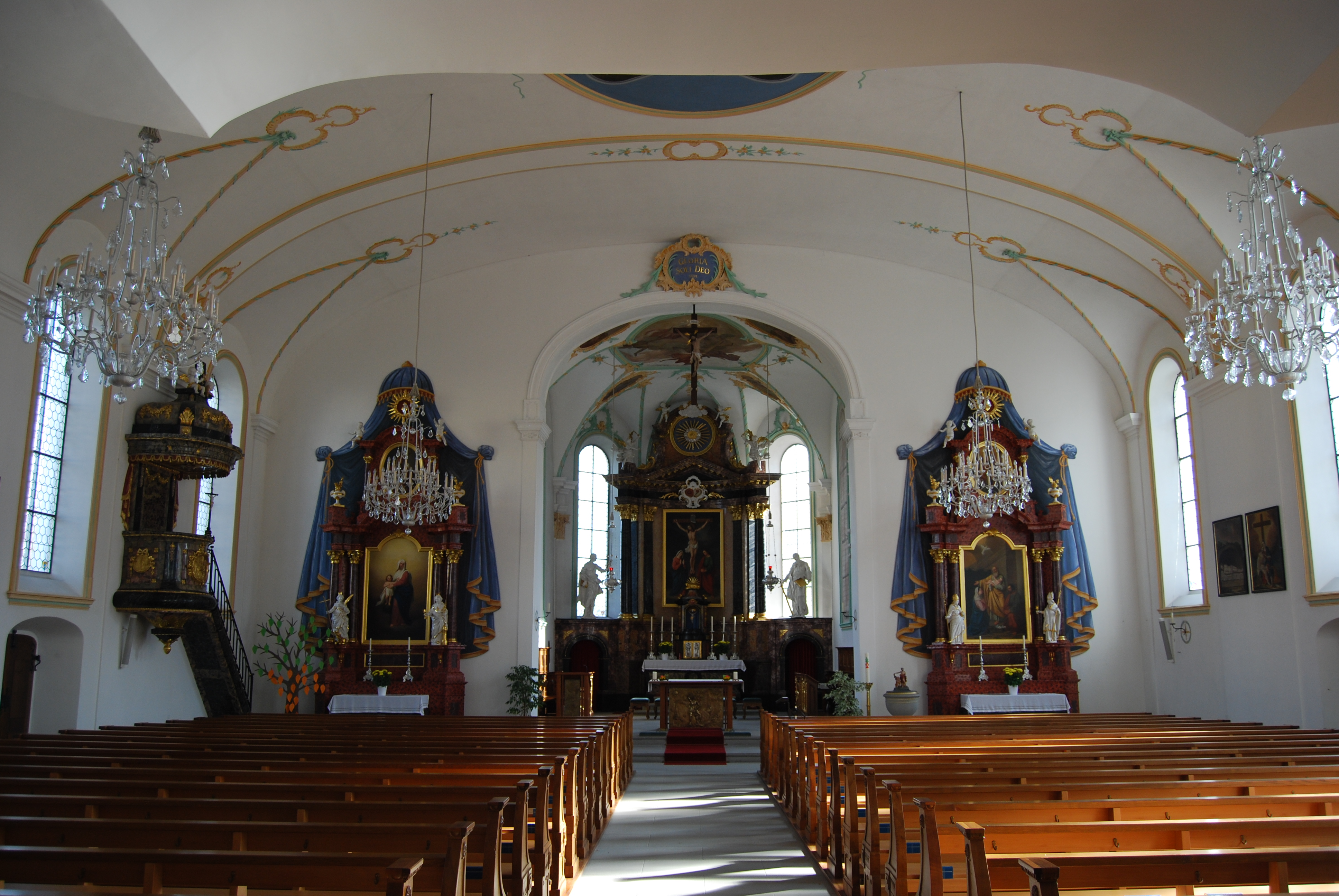
Внутрішній вигляд церкви Святого Михайла
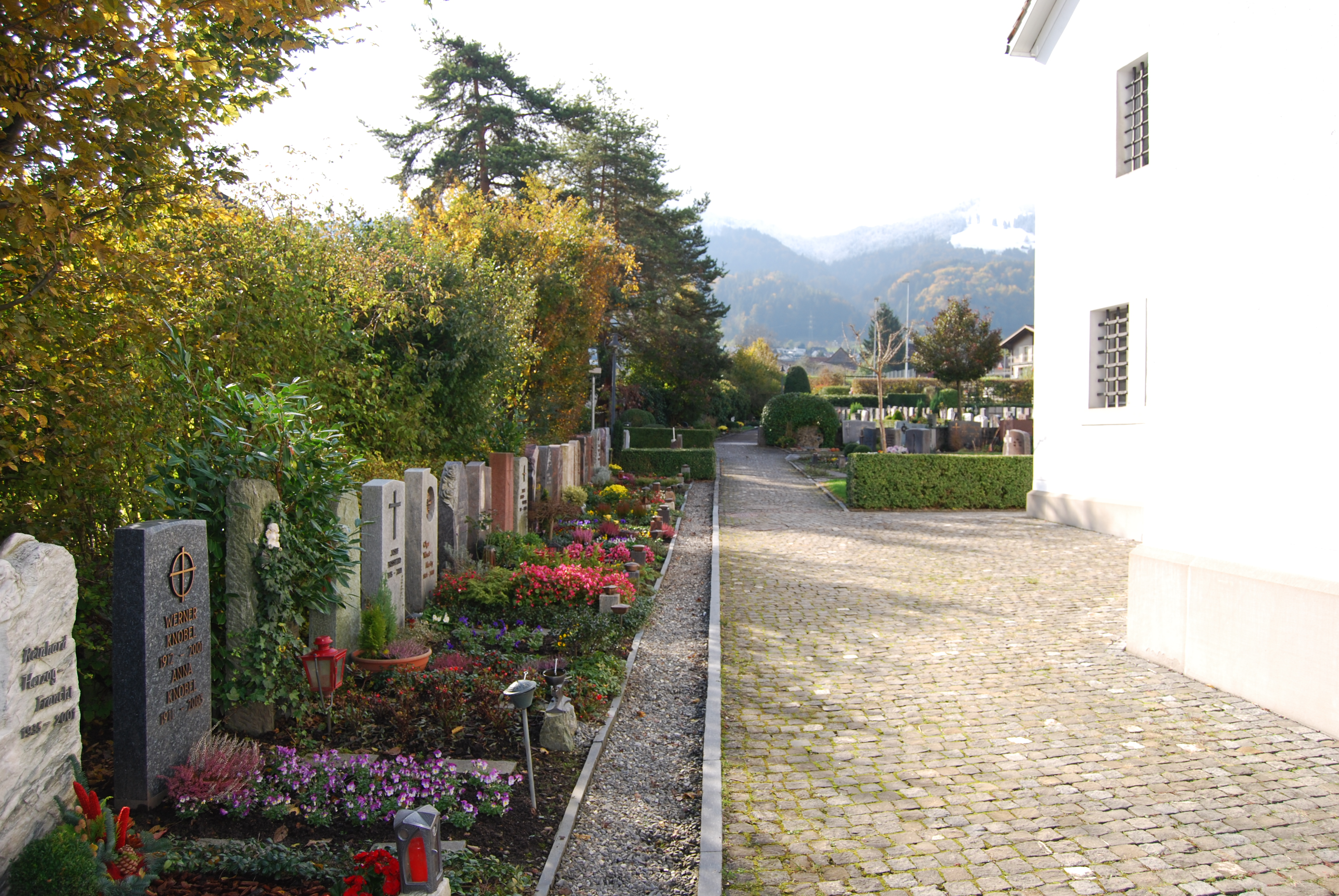
Кладовище
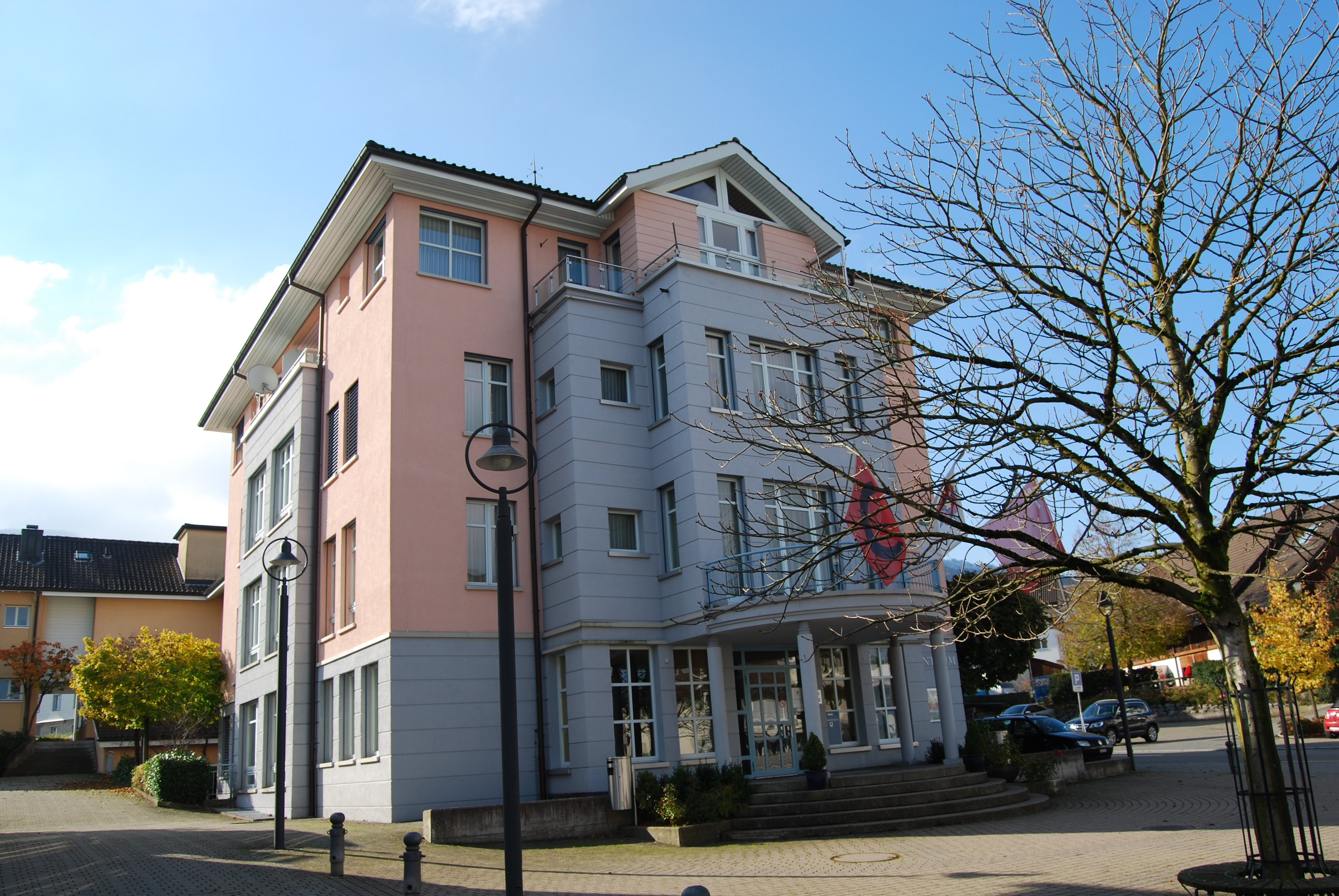
Міськрада
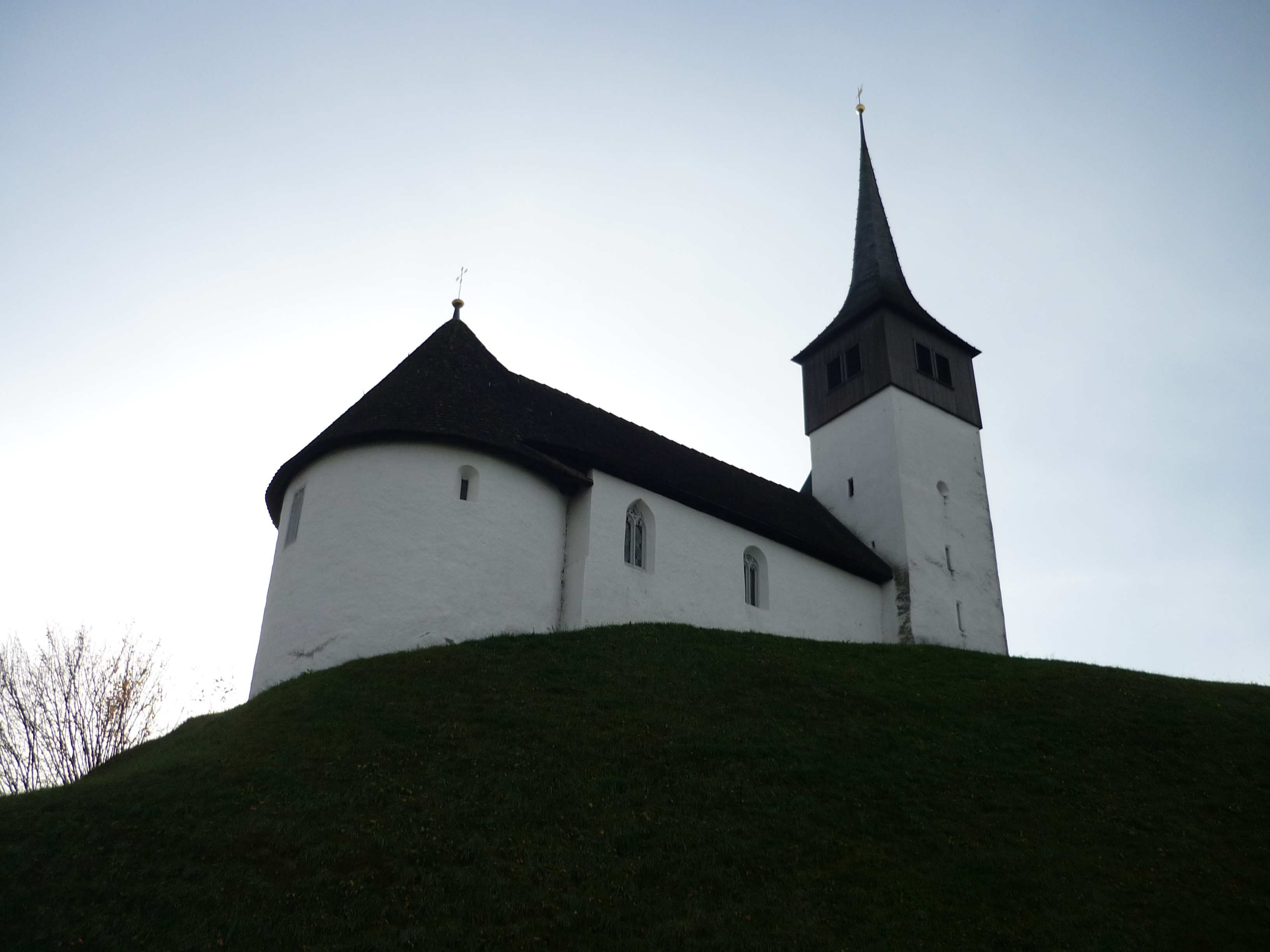
Каплиця св. Іоанна
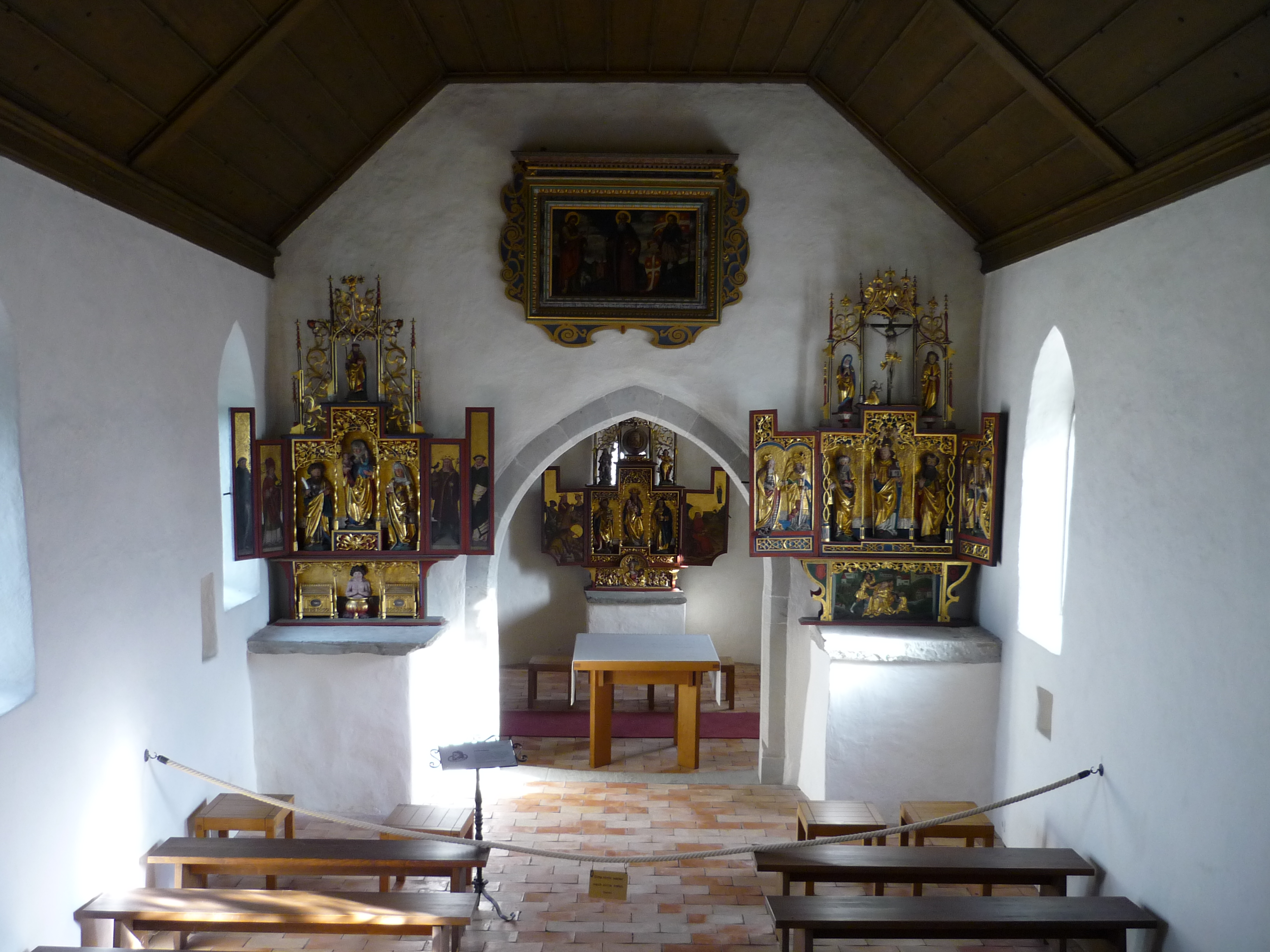
Внутрішній вигляд каплиці св. Іоанна